# Ottaviano Raggi
Ottaviano Raggi (ur. 31 grudnia 1592 w Genui, zm. 31 grudnia 1643 w Rzymie) – włoski kardynał.

## Życiorys
Urodził się 31 grudnia 1592 roku w Genui, jako syn Giacoma Raggiego i Girolamy di Negro. Studiował na Uniwersytecie Genueńskim, gdzie uzyskał doktorat utroque iure. Następnie został protonotariuszem apostolskim, referendarzem Trybunału Obojga Sygnatur i audytorem generlnym Kamery Apostolskiej. 16 grudnia 1641 roku został kreowany kardynałem prezbiterem i otrzymał kościół tytuyarny Sant’Agostino. 12 stycznia 1643 roku został wybrany biskupem Alérii, a 1 lutego przyjął sakrę. Zmarł 31 grudnia 1643 roku w Rzymie.